# Verzamelingenleer

Een venndiagram illustreert de doorsnede van twee verzamelingen.

De verzamelingenleer vormt sinds het begin van de twintigste eeuw een van de grondslagen van de wiskunde. De verzamelingenleer betreft de bestudering en formalisering van het begrip verzameling, en ondersteunt daarmee de axiomatische onderbouwing van andere deelgebieden van de wiskunde.

## Geschiedenis
Wiskundige onderwerpen ontstaan en ontwikkelen zich meestal door middel van interacties tussen vele onderzoekers. Het punt van oorsprong van de verzamelingenleer is in die zin vrij ongebruikelijk, omdat de oorsprong kan worden geïdentificeerd als het artikel van Georg Cantor uit 1874: "Over een karakteristieke eigenschap van alle reële algebraïsche getallen".
De verzamelingenleer begint rond 450 voor Christus met het werk van Zeno. Wiskundigen hadden in die tijd veel moeite met het concept van de oneindigheid. Zeno probeerde de vinger op de zere plek te leggen. Opmerkelijk is in de eerste helft van de 19e eeuw het werk van Bernard Bolzano. De moderne opvatting van het begrip oneindigheid begon in 1867-71 met het werk van Georg Cantor aan de getaltheorie. Een ontmoeting in 1872 tussen Cantor en Dedekind beïnvloedde Cantors denken, en resulteerde in Cantors artikel van 1874.
Cantors ideeën werkten aanvankelijk polariserend op de wiskundigen van zijn tijd. Terwijl Weierstrass en Dedekind Cantor ondersteunden, werd hij fel bestreden door Kronecker, die nu wordt gezien als een van de grondleggers van het wiskundig constructivisme. Maar het nut van cantoriaanse concepten, zoals de een-op-eencorrespondentie tussen verzamelingen, zijn bewijs dat er meer reële getallen bestaan dan gehele getallen, en "de oneindigheid van oneindigheden" ("Cantors paradijs") die uit de machtsverzameling operatie voortvloeide, hebben uiteindelijk geleid tot de wijdverbreide acceptatie van cantoriaanse verzamelingenleer.
De volgende golf van opwinding in de verzamelingenleer kwam rond 1900, toen werd ontdekt dat de cantoriaanse verzamelingenleer tot verschillende tegenstrijdigheden leidt, de zogenaamde antinomieën of paradoxen. Russell en Zermelo vonden onafhankelijk van elkaar de eenvoudigste en meest bekende paradox, de nu naar Russell vernoemde Russellparadox. Deze paradox leidt tot een tegenstrijdigheid in de intuïteve verzamelingenleer. In 1899 had Cantor zich de vraag gesteld: "Wat is het kardinaalgetal van de verzameling van alle verzamelingen?". Deze vraag leidde Cantor naar de gerelateerde paradox. Later heeft men zich gerealiseerd dat deze paradoxen niet louter verzamelingtheoretisch zijn, maar ook voorkomen in de logica. De zin "deze zin is onwaar" geeft aanleiding tot een soortgelijk probleem, want als deze zin waar is, moet hij tegelijkertijd "onwaar" zijn. Kurt Gödel maakte in 1931 van dit feit gebruik in zijn bewijs van de beroemde onvolledigheidsstelling.
Het keerpunt in de verzamelingenleer als gevolg van het debat over de paradoxen heeft niet geleid tot het verlaten van de verzamelingenleer. De werkzaamheden van Zermelo in 1908 en Fraenkel in 1922 resulteerden in de canonieke axiomatische verzamelingentheorie (ZFC), waarvan men gelooft dat deze vrij is van paradoxen. Het werk van analisten als Lebesgue heeft het grote wiskundige nut van de verzamelingenleer aangetoond. De axiomatische verzamelingenleer is in de twintigste eeuw sterk verweven geraakt met de structuur van de huidige wiskunde.

## Betekenis van de verzamelingenleer
In de wiskunde werden vaak stellingen geformuleerd en bewezen die uitspraken over eigenschappen van zaken deden, zonder precies te definiëren voor welke zaken die uitspraken golden. Neem bijvoorbeeld de meetkunde.
In de meetkunde worden stellingen geformuleerd over onder andere punten en lijnen, maar geen van beide worden gedefinieerd.
Een ander voorbeeld komt uit de rekenkunde.
Als je van tien munten er drie weghaalt, hou je er zeven over. De rekenkunde leert nu, "Als je van tien van iets er drie weghaalt, hou je zeven van dat iets over" - zonder te definiëren wat dat 'iets' kan zijn.
Een laatste voorbeeld, met worteltrekken:
Volgens de ene definitie is worteltrekken uit een negatief getal niet mogelijk, volgens de andere is het wel mogelijk, en levert dat een complex getal op.
Cantor ontdekte dat theorieën over wiskundige bewerkingen aan duidelijkheid wonnen, door te spreken van "de verzameling van zaken waarvoor een stelling geldt". Het kan dan bijvoorbeeld gaan om de verzameling van gehele getallen of de verzameling van rationale getallen.
Zo kan voor de verzameling van gehele getallen gezegd worden, dat 11 niet gedeeld kan worden door 4, omdat dan een rest overblijft.
In de verzameling van rationale getallen, kan 11 wel gedeeld worden door 4, met als resultaat het rationale getal 2¾.
De verzamelingenleer kent basisbegrippen als:
- deelverzameling
- doorsnee en vereniging van twee verzamelingen
- lege verzameling

(In het artikel Verzameling (wiskunde) staat hier meer over).
Door middel van de verzamelingenleer kan men bijvoorbeeld afleiden:
"Als de verzameling van gehele getallen een deelverzameling van de rationale getallen is, en een bepaalde uitspraak geldt voor alle rationale getallen, dan geldt die uitspraak voor alle gehele getallen."
De verzamelingenleer kreeg al in het begin van de 20e eeuw de positie van basistheorie, een theorie die de basis voor het wiskundig bouwwerk vormde. Zo worden alle begrippen als natuurlijke getallen en functies gedefinieerd op basis van verzamelingen.
Aanvankelijk werd de theorie echter als controversieel beschouwd. In zijn oorspronkelijke versie bleek de theorie namelijk tot een aantal ongerijmdheden te leiden. Deze versie, die tegenwoordig de intuïtieve verzamelingenleer wordt genoemd, is later vervangen door de formele verzamelingenleer, die een iets strengere definitie van het begrip verzameling gebruikt.

## Intuïtieve verzamelingenleer
De intuïtieve verzamelingenleer is de oorspronkelijke versie van de verzamelingenleer, zoals Georg Cantor die had ontwikkeld.
Deze intuïtieve verzamelingenleer gaat uit van de regel, dat
"voor elke eigenschap A bestaat de verzameling van alle dingen met eigenschap A".
Met deze regel kan bijvoorbeeld de verzameling van alle blauwgekleurde dingen gedefinieerd worden.
Het was met dit verzamelingbegrip reeds wel mogelijk om bestaande wiskundige theorieën van een nieuwe formulering te voorzien, maar bij het verder uitwerken van deze leer, bleek het intuïtieve verzamelingbegrip aanleiding te geven tot een aantal paradoxen, waarvan hier enkele beschreven worden.

### De catalogusparadox
Dit is een bekende paradox uit de verzamelingenleer, bedacht door Bertrand Russell, daarom ook bekend onder de naam Russellparadox. Om de paradox uit te leggen wordt vaak het volgende voorbeeld gebruikt:
Een bibliothecaris vindt op een goede dag in een hoekje van zijn bibliotheek een grote stapel catalogi. Sommige van deze catalogi vermelden zichzelf, terwijl andere dat niet doen. Voor het gemak maakt hij twee nieuwe catalogi: een eerste catalogus A die alle catalogi vermeldt die zichzelf vermelden, en een tweede catalogus B die alleen de catalogi vermeldt die zichzelf niet vermelden.
Natuurlijk zorgt hij ervoor dat ook catalogus A zichzelf vermeldt.
Moet catalogus B zichzelf opnemen? Als hij zichzelf opneemt behoort hij eigenlijk tot groep A, want dan vermeldt hij zichzelf. Als hij zichzelf niet opneemt, dan vermeldt hij niet alle catalogi die zichzelf niet vermelden. Een paradox! Deze paradox toont aan dat er niet voor elk logisch probleem een wiskundige oplossing bestaat.

### De paradox van de barbier van Sevilla
Een andere vorm van de catalogusparadox is de barbier van Sevilla. In de middeleeuwen had de barbier van Sevilla een uithangbord: "Ik scheer alle mannen die niet zichzelf scheren". Hij wist echter geen antwoord toen iemand hem vroeg: en scheert u uzelf of niet? Met andere woorden, gegeven de verzameling van alle mannen die zichzelf niet scheren, behoort de barbier tot deze verzameling?
Soms wordt gegrapt dat de barbier een vrouw is, waardoor de paradox vermeden wordt.

## Formele verzamelingenleer
De formele verzamelingenleer lost de paradoxen uit de intuïtieve verzamelingenleer op door de regel te laten vallen dat
"voor elke eigenschap A de verzameling bestaat van alle dingen met eigenschap A",
en deze te vervangen door de regel
"voor elke verzameling V en elke eigenschap A bestaat de verzameling van alle elementen van V die de eigenschap A hebben".
Deze regel wordt gecombineerd met een aantal andere regels, zoals
"voor elke verzameling V bestaat de verzameling van alle deelverzamelingen van V".
Deze formulering laat de resultaten die met de intuïtieve verzamelingenleer behaald waren, volledig in stand. Zo kunnen op deze wijze alle verzamelingen die daadwerkelijk in de wiskunde en logica gebruikt worden geconstrueerd worden, terwijl bovenstaande paradoxen en andere problematische verzamelingen (zoals de verzameling van alle verzamelingen, die volgens het diagonaalbewijs van Cantor kleiner dan een deel van zichzelf moet zijn) worden vermeden.

## Verder lezen
- (en)  Devlin, Keith (1993). The joy of sets: fundamentals of contemporary set theory. Springer. ISBN 9780387940946. Gearchiveerd op 20 september 2014.
- (en)  Tiles, Mary (2004). The Philosophy of Set Theory: An Historical Introduction to Cantor's Paradise. Courier Dover Publications [1989]. ISBN 9780486435206. Gearchiveerd op 20 september 2014.
- Van Dalen, D., Doets, H.C., De Swart, H.C.M. (1975). Verzamelingen - naïef, axiomatisch en toegepast. Oosthoek, Scheltema & Holkema, Utrecht, pp. 364. ISBN 9789031300587.

## Voetnoten
1. 1 2  G. Cantor, Über eine Eigenschaft des Inbegriffes aller reellen algebraischen Zahlen, Crelles Journal, Suzuki 77 (1874) 258 - 262.
2. ↑  Philip Johnson, 1972, A History of Set Theory (Een geschiedenis van de verzamelingenleer), Prindle, Weber & Schmidt ISBN 0871501546
3. ↑  Een geschiedenis van de verzamelingenleer.

algebra · lineaire algebra · meetkunde · goniometrie · rekenkunde · integraalrekening · getaltheorie · speltheorie · groepentheorie · verzamelingenleer · statistiek · kansrekening · topologie